# Roberto Marcano
Roberto Marcano  Cherubini (el 7 de junio de 1951 – el 13 de noviembre de 1990) también conocido como "Bobby", era un jugador de béisbol profesional venezolano quién hizo un nombre jugando en la Liga Japonesa de Béisbol Profesional (NPB) y para Tiburones de La Guaira en la Liga Venezolana de Béisbol Profesional.

## Biografía
Nació en El Clavo, Marcano jugó en las Ligas Menores entre 1969 hasta 1974, comenzó con los Cleveland Indians, y más tarde con la organización de Los Ángeles Angels of Anaheim. Durante sus temporadas de receso en MLB, el jugaba para los Tiburones de La Guaira equipo con el que jugó desde 1969 hasta 1985.
En 1975, Marcano se marchó a Japón, donde jugó para Hankyu Braves como Segunda base. (El equipo desde entonces paso llamarse como los Orix Ola Azul, y hasta llamarse Orix Buffaloes.) Con Marcano poniendo grandes números, los Braves fueron a cuatro Japón recto Serie de Japón, ganando el primer tres (los primeros campeonatos en la historia de la franquicia). Marcano jugó para Hankyu por ocho años, poniendo grandes números, los Bravos fueron a cuatro finales consecutivas de la Serie de Japón, ganando los primeros tres (los primeros campeonatos en la historia de la franquicia). Marcano jugó para Hankyu durante ocho años, y luego se unió a los Tokyo Yakult Swallows por otros tres. A lo largo de su carrera NPB, Marcano fue galardonado con cuatro Guantes de Oro, y fue nombrado a los mejores nueve cuatro veces. Él es reconocido por muchas fuentes como uno de los mejores jugadores nacidos en el extranjero en el béisbol japonés. 
Marcano jugó de jardinero para Tiburones de La Guaira (representantes de Venezuela) en la Serie del Caribe de 1983. 
Después de retirarse como jugador activo, Marcano trabajó para los Yomiuri Giants como scout y traductor.
Marcano murió a los 39 años de edad, poco después de ser diagnosticado con cáncer. Su número 15 fue retirado por Tiburones de La Guaira.